# پیتر مولنبرگ
پیتر مولنبرگ (متولد ۳۰ دسامبر ۱۹۸۷ در آلملو) یک بوکسور آماتور هلندی است، به نمایندگی از ملت خود در رده نیمه سنگین وزن (۸۱- کیلوگرم) در مسابقات بین‌المللی شرکت می کند.

## حرفه
مولنبرگ در مسابقات قهرمانی جهان، از جمله در مسابقات جهانی بوکس آماتور ۲۰۱۱ (میان وزن)، مسابقات جهانی بوکس آماتور ۲۰۱۳ و مسابقات جهانی بوکس آماتور ۲۰۱۵ شرکت کرده. او همچنین بخشی از تیم هلندی در بازی‌های اروپایی ۲۰۱۵ در باکو بود.
مولنبرگ مدال نقره در دو دوره از مسابقات بوکس مسابقات بوکس آماتور اروپا ۲۰۱۳ و مسابقات بوکس آماتور اروپا ۲۰۱۵ را به دست آورد.

## شخصی
از ماه اوت سال ۲۰۰۹ او یک سرباز در ارتش سلطنتی هلند است.